# Švédsko na Letních olympijských hrách 1964
Švédsko na Letních olympijských hrách 1964 v japonském Tokiu reprezentovalo 94 sportovců, z toho 76 mužů a 18 žen. Nejmladším účastníkem byla Majvor Welander (14 let, 245 dní), nejstarším pak Lars Thorn (60 let, 17 dní). Reprezentanti vybojovali 8 medailí, z toho 2 zlaté, 2 stříbrné a 4 bronzové.

## Medailisté
| Medaile | Jméno                                                         | Sport      | Disciplína            |
| ------- | ------------------------------------------------------------- | ---------- | --------------------- |
| Zlato   | Rolf Peterson                                                 | Kanoistika | Muži K1 1000 m        |
| Zlato   | Sven-Olov Sjödelius Gunnar Utterberg                          | Kanoistika | Muži K2 1000 m        |
| Stříbro | Pelle Svensson                                                | Zápas      | řecko-římský do 97 kg |
| Stříbro | Arne Karlsson Sture Stork Lars Thörn                          | Jachting   | Muži třída 5½ m Class |
| Bronz   | Ingvar Pettersson                                             | Atletika   | Muži chůze 50 km      |
| Bronz   | Sven Hamrin Erik Pettersson Gösta Pettersson Sture Pettersson | Cyklistika | Muži časovka družstev |
| Bronz   | Bertil Nyström                                                | Zápas      | řecko-římský do 78 kg |
| Bronz   | Pelle Pettersson Holger Sundström                             | Jachting   | Muži třída Star Class |